# Die Pigs
Die Pigs (Eigenschreibweise: DIE PIGS, von 1990 bis 2000 The Pig Must Die) sind eine deutschsprachige Punk- und Alternative-Rock-Band.
Sie wurde 1990 in Ringenberg am Niederrhein von Öli van Pelt (bürgerlich: Oliver Welsing) und Micky Knox (Michael Schäfer) gegründet. Die Band erreichte durch die Veröffentlichungen ihrer Alben Es war einmal am Niederrhein (1994), Die Zeit ist gekommen (1995) und vor allem das 28 Songs umfassende Konzeptalbum Die Geschichte von Richie und andere Schicksalsmelodien (1997) Bekanntheit.
Mit der Namensänderung in Die Pigs wurde ab 2000 auch der Musikstil erweitert. So sind die aktuellen Alben der Band durchaus als Alternative Rock zu bezeichnen, der von Garage Rock und klassischem Britpop beeinflusst ist.

## Geschichte

### Entstehung
Ende der achtziger Jahre gründeten die Punks „Öli van Pelt“ (damals Gesang und Schlagzeug) und „Micky Knox“ (Gesang und Bass) mit wechselnden Gitarristen die Band The Pig Must Die. Zum Namen inspirierte der gleichnamige Song aus dem Fantasy-Musical The Hunting of the Snark. Mit den Gitarristen „Barne“ und „Bitzo“ fand sich in der Silvesternacht 1989/1990 das erste offizielle Line-up der Schweine. Die Demotapes Drei Akkorde und keinen mehr, All Butchers are Bastards und Grabgeflüster wurden aufgenommen, wobei letzteres 1991 der Band einen Plattenvertrag bei dem Deutschpunklabel Impact Records einbrachte. 1992 wurde die erste E.P. Spione wie wir! veröffentlicht. 1993 erschienen die Songs Auf großer Fahrt und Auf ein Neues auf dem Sampler Willkommen zur Alptraummelodie.

### Durchbruch
1994 veröffentlichten Die Pigs ihr Debütalbum Es war einmal am Niederrhein – Ein Märchen über Sex, Bier und Gewalt. Die Band stieg über Nacht zu den „Fixsternen am deutschen Punk-Rock-Himmel“ (O-Ton der Zeitschrift Plastic Bomb) auf und begeisterte ihre Zuhörer mit temporeichem und melodiösem Punkrock, über den ein St.-Pauli-Fanzine schrieb: „Bei den Pigs hat man das Gefühl sie hätten die Musik der Buzzcocks, Adicts und Ramones mit der Muttermilch aufgesogen!“. Der Song Kulturbanausen wurde zu der Szene-Hymne der 90er Jahre und erschien auch als Samplerbeitrag auf Schlachtrufe BRD 3.
Insgesamt wurden mit Auf ein Neues und Auf großer Fahrt, Hier spricht die Wut (Vitaminepillen) und besagtem Kulturbanausen gleich vier Songs der Platte auf Samplern ausgekoppelt. Zu dem außergewöhnlichen Erfolg des Debüts trug auch das Produzententeam, bestehend aus Uwe Faust und Uwe Golz bei. Obwohl das Album durchweg von der Presse überschwänglich gefeiert wurde, gab es auch einige kritische Stimmen, die der Band einen leichtsinnigen Umgang mit Drogen- und Gewaltthemen vorwarfen.
1995 wurde mit Die Zeit ist gekommen das zweite Album der Band veröffentlicht. Insgesamt weitaus poppiger als das Debüt, wies der Longplayer erneut eine hohe Anzahl an Hits auf. Das Album war stark von dem recht einfachen Songwriting des Green-Day-Albums Dookie beeinflusst. Erstmals experimentierte die Band mit Streichern und Akustikgitarren, die im Laufe der folgenden Jahre zum unverkennbaren Stil der Pigs avancierten.
Nur wenige Monate später erschien die Weihnachtsmaxi Wir warten auf’s Christkind, deren Erstauflage innerhalb von vier Wochen vergriffen war.
1997 veröffentlichten The Pig Must Die mit Die Geschichte von Richie ein 28 Songs umfassendes Konzeptalbum. Unterstützt von mehreren Gastmusikern erzählte die Band darin den Aufstieg, Fall und neuen Pfad eines (Punk)-Rockstars, der es mit seiner Band auf den Rockolymp schafft und abstürzt – Eine Geschichte zwischen dem Bernd-Schadewald-Film Verlierer, der Rock-Oper Tommy, Quadrophenia und Pink Flodys The Wall. Deutlich zeigte sich der Einfluss des Smashing-Pumpkins-Album Mellon Collie and the Infinite Sadness auf das Songwriting: Balladeskes traf auf Punk-Rock und Grunge.
In den einschlägigen Musikmagazinen (u. a. Zillo, Visions und Rock Hard) erhielt die Band erneut Anerkennung, während sich die Szene in den Fanzines eher kontrovers positionierte.
Der Titelsong Ich heiße Richie wurde zum Klassiker, ebenso die Songs Nur ein Traum?, Süchtig, Zu weit, Teufel im Hirn, Mein wahres Ich und Schlussakkord. Die geplante Veröffentlichung auf Vinyl scheiterte, nachdem sich die Band kurz nach Erscheinen des Albums von ihrer bisherigen Plattenfirma trennte.

### Neuanfang
1999 wurde den Pig-Must-Die-Fans auf der bandeigenen Internetseite ein Album zum kostenlosen Download bereitgestellt, für das die Pigs eine Berg- und Talfahrt durch das Musikbusiness zurückgelegt hatten: Sgt. Peps Lonely Hard Core Band markiert den Zerfall und Neuanfang der Band, die sich mühte, aus der Punk-Rock-Szene auszusteigen und neue Wege zu gehen. Das Potential des Albums wurde erkannt, eine Vertragsunterzeichnung bei der EMI scheiterte  aufgrund von Neubesetzungen in der Chefetage der Firma. Am Ende stand die Band weiterhin ohne Plattenvertrag da. Innerhalb der Punkszene wurde ihnen der gescheiterte Wechsel in die deutsche Rockliga als Verrat ausgelegt und kein Label zeigte mehr Interesse, das neue Album zu veröffentlichen. Zu allem Überfluss verließen die Gitarristen die Gruppe, es kam zu mehreren Rechtsstreitigkeiten mit dem Musikverlag und der ehemaligen Plattenfirma, so dass die Band Ende der 1990er Jahre beschloss, einen kompletten Neuanfang zu starten – als „Die Pigs“. Das Sgt.-Pep-Album bot neben klassischem Punk-Rock-Songs mit Britpop-Einflüssen auch jede Menge Experimente in dem Bereich Alternative Rock. Auffallend sind die teilweise psychedelischen, bis ins Märchenhafte abdriftenden, Lyrics des Albums, die den Zuhörer in verschiedene Welten entführen oder das ein oder andere Rätsel aufgeben.
Nach knapp vier Jahren Veröffentlichungspause und der Namensänderung in „Die Pigs“ erschien 2003 die Maxi-CD Ein Stück Zeit mit sieben Songs im bandeigenen Label Supernova Vinyl und setzte die musikalische Richtungsänderung, die Sgt. Pep angedeutet hat, fort. Ein Jahr später kam ihr erstes Album mit englischem Titel auf den Markt.
2006 erschien auf dem Essener Independent- und Underground-Label Sunny Bastards das zweite Album der Pigs mit dem Titel Abbey Rock. 2009 veröffentlichte das größte Punklabel in Europa, Nix-Gut Records, eine Best-of- und Raritäten-Collection der Pigs unter dem Titel Punk Chroniken 1990–1999.

### Die Pigs seit 2010
Die ursprünglich für das Jahr 2010 geplante Veröffentlichung der DVD-Serie Die Chaos Chroniken, die die vergangenen 20 Jahre der Band filmisch zu rekonstruieren versuchte, ging 2010 in Produktion. Neben Archivmaterial wurde speziell die Zeit als Die Pigs beleuchtet und die Entstehung des für 2012 angekündigten Album Hallucinogenic Park dokumentiert. Eine Veröffentlichung ist  für das Jahr 2015 vorgesehen. Das achte Studioalbum der Band, Hallucinogenic Park, wurde im Juli 2013 fertiggestellt und am 29. August 2013 veröffentlicht.

## Diskografie

### Alben
- 1994: Es war einmal am Niederrhein – Ein Märchen über Sex, Bier & Gewalt (Impact Records)
- 1995: Die Zeit ist gekommen – Lieder für die neue Revolution (Impact Records)
- 1996: Tragical Mystery Songs
- 1997: Die Geschichte von Richie und andere Schicksalsmelodien (Impact Records)
- 2004: Punkadelic Circus (Supernova Vinyl)
- 2006: Abbey Rock (Sunny Bastards)
- 2008: Punk Chroniken (Nix-Gut Records)
- 2013: Hallucinogenic Park (Supernova Vinyl)
- 2019: Auf der Suche nach der verlorenen Zeit (Supernova Vinyl)